# Cerámica Jian

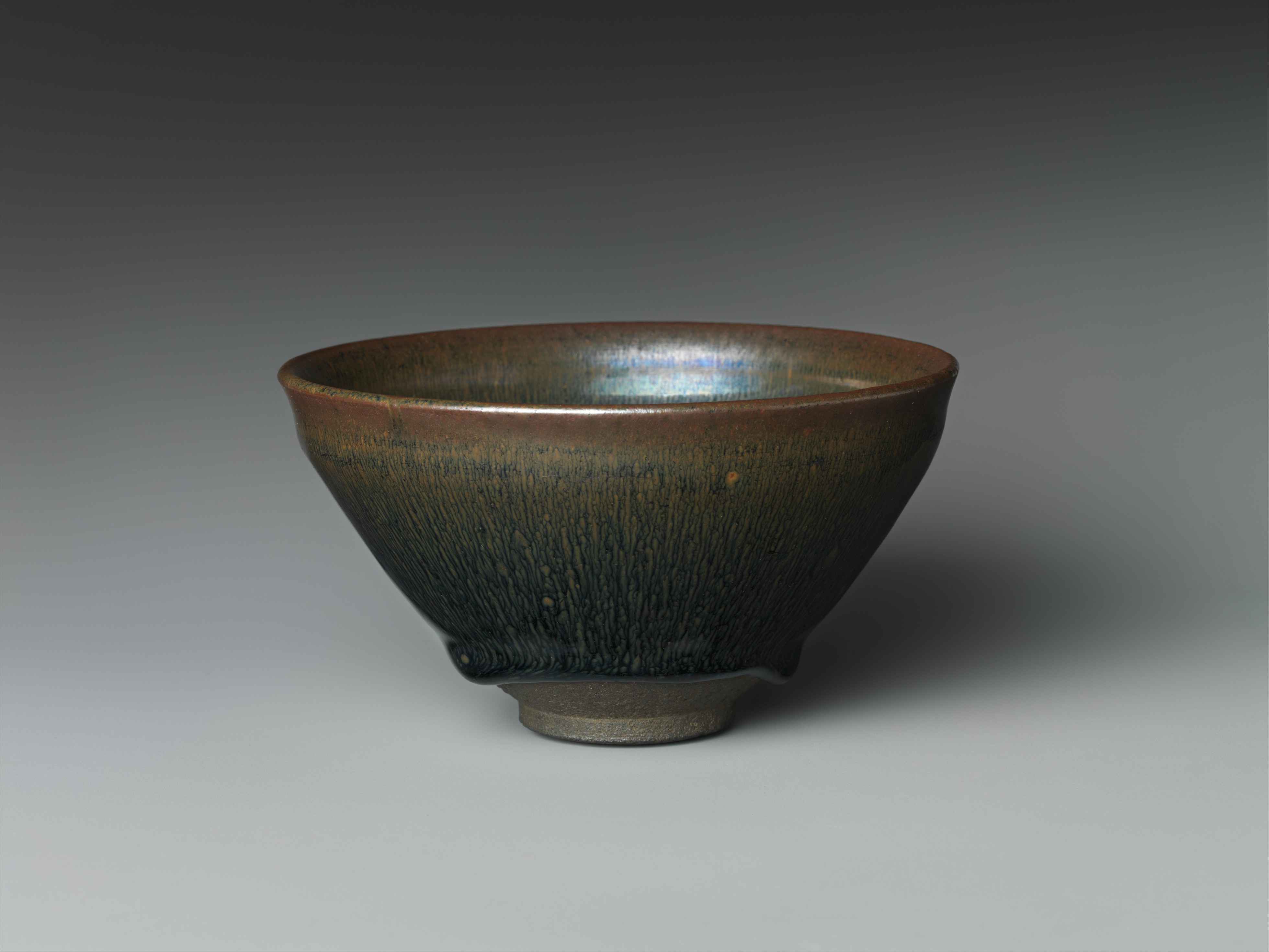
Cuenco de té Jian con esmalte de "piel de liebre", dinastía Song del sur, siglo XII, Museo Metropolitano de Arte

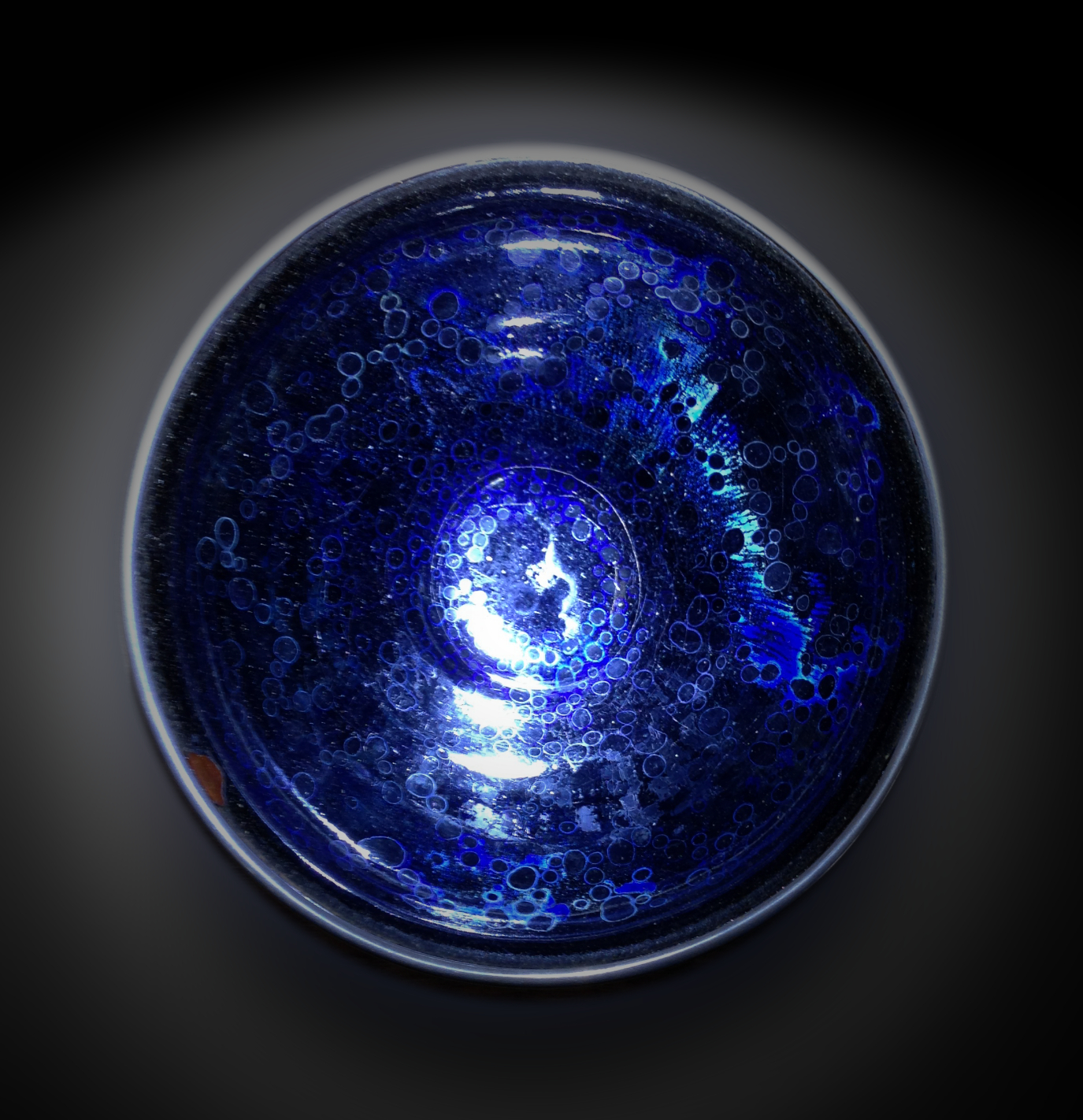
Cuenco de té Jian Yohen Tenmoku con marcas de "manchas de aceite" azules y verdes, dinastía Song del sur, siglo XIII. Tesoro Nacional (Japón)

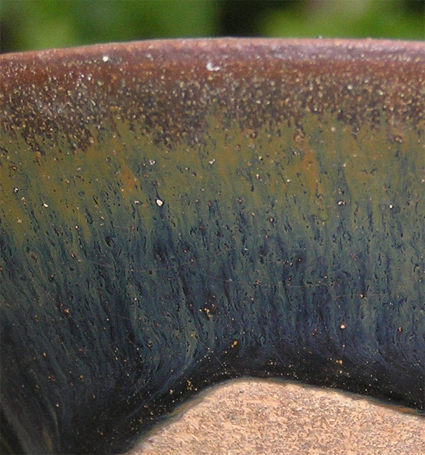
Vista del efecto de esmaltado de "piel de liebre" en un cuenco Jian

La cerámica Jian o cerámica Chien (en chino tradicional, 建窯; pinyin, Jiàn yáo) es un tipo de cerámica china fabricada originalmente en Jianyang. En Japón, estos cuencos (chawan) y sus imitaciones locales se conocen como Tenmoku (天目). Se caracteriza por sus formas sencillas realizadas en gres, con un gran protagonismo para los sutiles efectos en los vidriados. En la Dinastía Song alcanzaron un gran prestigio, principalmente entre los monjes budistas y en relación con el consumo de té. También fueron muy apreciadas en Japón, donde se coleccionaron muchos de los mejores de sus ejemplares. Aunque el soporte cerámico es de color claro, las piezas, generalmente pequeñas vasijas para el té, cuencos y jarrones, suelen estar vidriadas en colores oscuros, con efectos peculiares, como los dibujos de «piel de liebre», «mancha de aceite» y «pluma de perdiz», causados aleatoriamente al expulsar el exceso de hierro del vidriado durante la cocción.

## Historia
En chino se llama Jian zhan (建盏), que se traduce como "taza de Jian (té)". El horno original se llamaba Jian Yao (建窑 ). La prefectura original de donde proviene fue luego rebautizada como Jianzhou (建州 ) en el año 621 d. C. durante la dinastía Tang. Esta cerámica pasó a ser conocida, en función de su origen, como Jianzhou zhan (建州盏 ).
El erudito de la dinastía Song y nativo de Fujian, Cai Xiang (1012-1067) señaló en su Registro del té:

El Té es de color claro y se presenta mejor en tazas negras. Las tazas fabricadas en Jianyang son de color negro azulado, marcadas como la piel de una liebre. Al ser de un material más bien grueso, retienen el calor, de modo que una vez calientes se enfrían muy lentamente, por lo que son muy apreciadas. Ninguna de las tazas producidas en otros lugares puede rivalizar con éstas. Las tazas azules y blancas no son utilizadas por los que dan fiestas de degustación de té.

En aquella época, el té se preparaba batiendo hojas en polvo prensadas en tortas secas junto con agua caliente, algo similar al té matcha en la ceremonia del té japonesa. El agua añadida a este polvo producía una espuma blanca que destacaba mejor sobre un cuenco oscuro. La cerámica Jian alcanzó su máxima popularidad durante la dinastía Song. Los cuencos de esta época también fueron muy apreciados y copiados en Japón, donde se conocen como tenmoku (天目 ). El término japonés deriva de la montaña Tianmu (天目山), de donde se supone que era originaria este tipo de cerámica y era apreciada. Cinco de estas piezas, que tienen su origen durante la dinastía Song del sur, son tan valoradas que fueron incluidas por el gobierno en la lista de Tesoros Nacionales de Japón.
Los criterios en su elaboración cambiaron durante la Dinastía Ming; el propio emperador Hongwu (1328-1398) prefería las hojas al té en polvo y sólo aceptaba té en hojas como forma de tributo de las regiones productoras de té. El té en hojas, a diferencia del té en polvo, se preparaba remojando hojas enteras en agua hirviendo, un proceso que condujo a la invención de la tetera y a la posterior popularidad de las vajillas Yixing frente a los cuencos oscuros para té. Mientras que en China el arte de la cerámica Jian se desvaneció y luego desapareció, en Japón continuó y se convirtió en el principal productor de este tipo de piezas, también debido a la importancia y desarrollo de la ceremonia del té.
El renovado interés por la historia y el patrimonio cultural de China resurgió a partir de la década de 1990. En Jiyufang Laolong (吉玉坊老龍窯), ubicado en un pueblo cerca de la ciudad de Shuiji, no lejos de Wuyishan, el maestro Xiong Zhonggui pudo reiniciar la producción de Jian Zhan usando la arcilla original, después de estudiar con maestros japoneses. Los hornos de Déhuà Xiàn también pretenden recuperarla. 
El 15 de septiembre de 2016, un cuenco de té de cerámica Song Jian, del tipo yuteki tenmoku, perteneciente desde hace tiempo a la colección de la familia japonesa Kuroda, fue subastado en Christie's Nueva York por más de 11 millones de dólares estadounidenses. La estimación de salida era de entre 1,5 y 2,5 millones de dólares estadounidenses. El cuenco fue registrado por el gobierno japonés como Objeto de Arte Importante el 18 de diciembre de 1935 y cancelado el 4 de septiembre de 2015 para su venta.

## Características
Las piezas se elaboraron utilizando arcillas locales ricas en hierro y se cocieron en una atmósfera oxidante a temperaturas de alrededor de 1300 grados Celsius (2372,0 °F). El vidriado se realizó utilizando arcilla similar a la de la composición del soporte cerámico, utilizando como fundente cenizas de madera. Comparten algunas similitudes con la cerámica Jizhou, que se desarrolló aproximadamente en la misma época.
Muchos ejemplares presentan detalles muy sutiles en el vidriado, que son muy apreciados por los coleccionistas. Los tres tipos principales de patrones de vidriado son:
- "piel de liebre " (兔毫盞)
- "concha de carey " (鼈甲盞)
- "plumas de perdiz " (雪鷓鴣盞)

A altas temperaturas el vidriado fundido se separa y produce el patrón llamado "piel de liebre". Cuando las vasijas Jian se colocaban inclinadas para la cocción, las gotas se deslizaban por el lateral, creando la acumulación del vidriado líquido, que se mantenía después de la cocción.

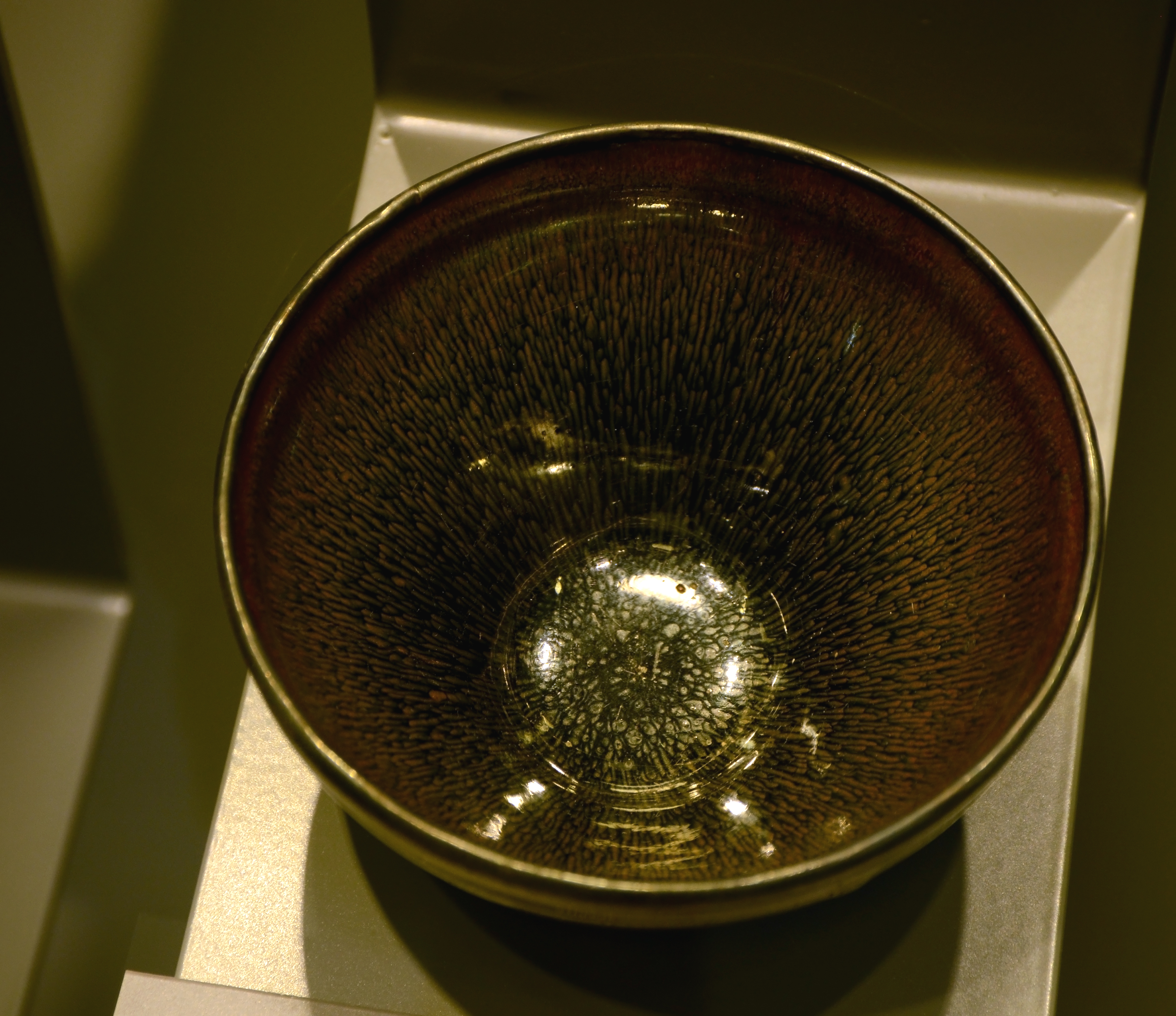
Vidriado de piel de liebre, dinastía Song, China
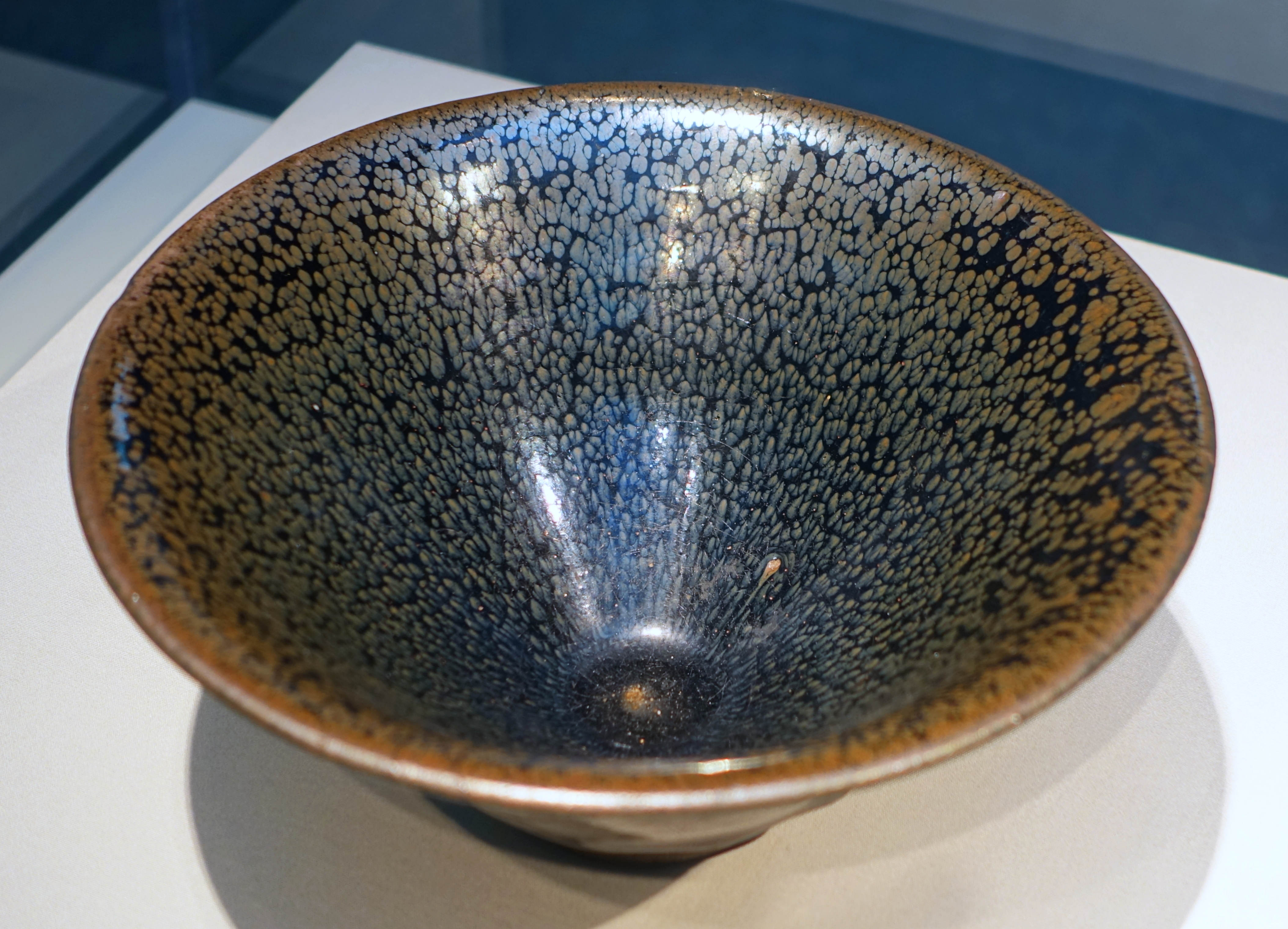
Vidriado de manchas de aceite, dinastía Song, China

## Ejemplo
Un cuenco de té Jian de "piel de liebre" que se encuentra en el Museo Metropolitano de Arte fue fabricado durante la dinastía Song (960-1279) y muestra la típica acumulación o engrosamiento del vidriado cerca del fondo.
El diseño de «piel de liebre» en el vidriado de este cuenco se debe al efecto aleatorio de la separación de capas durante el primer enfriamiento en el horno y es exclusivo de este cuenco. No hay dos cuencos con el mismo patrón. El cuenco también tiene un «pie de hierro» marrón oscuro, típico de este estilo. Habría sido cocido, probablemente con varios miles de otras piezas, cada una en su propia gaceta refractaria apilable, en una sola cocción en un gran horno dragón. Uno de estos hornos, construido en la ladera de una colina empinada, tenía casi 150 metros de largo, aunque la mayoría de los hornos dragón Jian tenían menos de 100 metros.

## Renacimiento
El estilo de la cerámica Jian ha sido muy imitado durante el último siglo, en Japón, Occidente y recientemente también en China. A partir de la década de 1990, la fábrica Ji Yu Fang Lao Long en las afueras de Wuyishan, Fujian, en el pueblo de Shui Ji, bajo la dirección del Maestro Xiong, ha podido recuperar la producción de Jian Zhan utilizando las materias primas originales. La gente de Déhuà Xiàn también está intentando recrearla. Cabe destacar que el maestro ceramista taiwanés-estadounidense Chun Wen Wang ha rescatado con éxito los estilos Jian y tenmoku mediante una combinación de tecnología moderna e investigación antigua. Su obra ha sido reconocida como una recreación fiel del estilo de cerámica Jian y ha sido coleccionada por múltiples y eminentes museos internacionales.